# Manoir de Barrarac'h
Le manoir de Barrarac'h est un édifice situé à Séné en France.

## Localisation
Le manoir est situé sur le territoire de la commune de Séné, au lieu-dit Barrarac'h, dans le département du Morbihan en région Bretagne.

## Description
Le manoir date du XVIIe siècle, le logis est en rez-de-chaussée, construit en moellons de granite, plaque avec inscription en calcaire ; logis ouest à étage avec escalier extérieur droit, élévation nord à travées. Toiture à longs pans recouverte d'ardoises, pignon découvert.

## Historique
Le logis est daté de 1630, avec inscription du nom du maître d'ouvrage Ian Mageot et de sa femme, Anne Le Mouec. Logis ouest portant la date 1676 sur lucarne nord, baies du rez-de-chaussée du logis ouest, bouchées à une date inconnue. Restauration au XXe siècle : escalier extérieur nord en granite. Logis ouest signalé sur le cadastre de 1844 avec un auvent en ardoise remplacé par un escalier en béton. Logis est : baie ouest rez-de-chaussée bouchée, ouverture d'une porte fenêtre. Sur la façade sud, ouverture d'une baie en rez-de-chaussée.
Le manoir est inscrit à l'inventaire général du patrimoine culturel en 1988.